# Elżbieta Juszczak
Elżbieta Juszczak (ur. 1957 w Kołobrzegu) – polska poetka, pisarka, eseistka, reportażystka, dziennikarka, popularyzatorka ekologii, historyczka mediów PRL, dr hab. nauk humanistycznych, profesor nadzwyczajny Politechniki Koszalińskiej, gdzie prowadziła badania i zajęcia z zakresu historii, komunikacji społecznej i dziennikarstwa, redaktorka i krytyczka literacka Zeszytów Poetyckich, w latach 2023-2025 członkini Zarządu Stowarzyszenia Pisarzy Polskich w Poznaniu.

## Życiorys
Ukończyła filologię polską w Uniwersytecie Adama Mickiewicza w Poznaniu, pisząc pracę magisterską o twórczości Zbigniewa Herberta pod kierunkiem prof. Edwarda Balcerzana. W 2008 uzyskała stopień doktora, a w 2019 habilitację na podstawie monografii Głos Koszaliński/Pomorza 1952–1989. Propaganda i informacja.
Była zatrudniona na Wydziale Humanistycznym Politechniki Koszalińskiej jako profesor nadzwyczajna i przez wiele la kierowała Zakładem Dziennikarstwa i Nowych Mediów Instytutu Neofilologii i Komunikacji Społecznej PK, gdzie prowadziła zajęcia m.in. z dziennikarstwa śledczego.
Współpracowała z prasą, pisząc recenzje literackie oraz prowadziła w Polskim Radiu Koszalin cykl „Alfabet poetów świata”.
Stała współpracowniczka Kuźni Literackiej.

## Twórczość
Debiutowała tomikiem poetyckim Ona grzeszna (1982). Opublikowała także poezję: 
- Iskry (1985)
- Świecąca ciemność (1992)
- Pukanie (1998; Nagroda im. Stanisława Wyspiańskiego)
- Alergie (1998)
- Pasterze dolin (2022)

Poezję Juszczak analizowali m.in. Stanisław Stanuch, Lech M. Jakób, Teresa Tomsia, Anatol Ulman i in.
Wiersze publikowała w czasopismach „Twórczość”, „Zeszyty Literackie”, „Topos”, „Migotaniach”.
Powieść Biedna mała C. została dobrze przyjęta przez krytyków. W opinii Irminy Kosmali Juszczak staje po stronie filozofii Leibniza, powieść była również omawiana na stronie Onetu.
W latach 2002–2006 wydała trzy książki ekologiczne: Książka o wodzie, Książka o powietrzu, Książka o Ziemi.
Opublikowała również monograﬁe naukowe: Głos Koszaliński/Pomorza 1952–1989. Propaganda i informacja oraz Z dziejów najnowszych Koszalina. Zakłady komunalne Koszalina 1945–1989.

## Nagrody
- Nagroda Artystyczna Młodych im. Stanisława Wyspiańskiego za tom Pukanie (1998).